# Уоли Олинс
Уоли Олинс, CBE (на английски: Wallace „Wally“ Olins, 19 декември 1930 – 14 април 2014 г.) е британски специалист, чиято практика е в областта на корпоративна идентичност и брандиране; председател на Saffron Brand Consultants. Olins консултира много от водещите световни организации за идентичност, брандинг, комуникация и свързаните с тях въпроси. Това са 3i, Akzo Nobel, Repsol, Q8, Португалския туристически съвет, BT, Рено, Фолцваген, Тата и Lloyd's. Той е работил и като консултант както на McKinsey и Bain. Той лансира концепцията за нацията като марка и е работил за редица градове и страни, включително Лондон, Мавриций, Северна Ирландия, Полша, Португалия, Литва.